# Bliźniczka psia trawka
Bliźniczka psia trawka, b. wyprostowana (Nardus stricta L.) – gatunek rośliny z rodziny wiechlinowatych (Poaceae). Znany też jako psia trawka, psiarka. Zasięg obejmuje Grenlandię, całą Europę, rejon Kaukazu i Azję Mniejszą oraz północną Azję po wschodnią Syberię, poza tym w wiele miejsc introdukowany i zdziczały. W Polsce gatunek rodzimy, występuje dość pospolicie na niżu i w górach, częściej na południu i wschodzie. 

## Morfologia

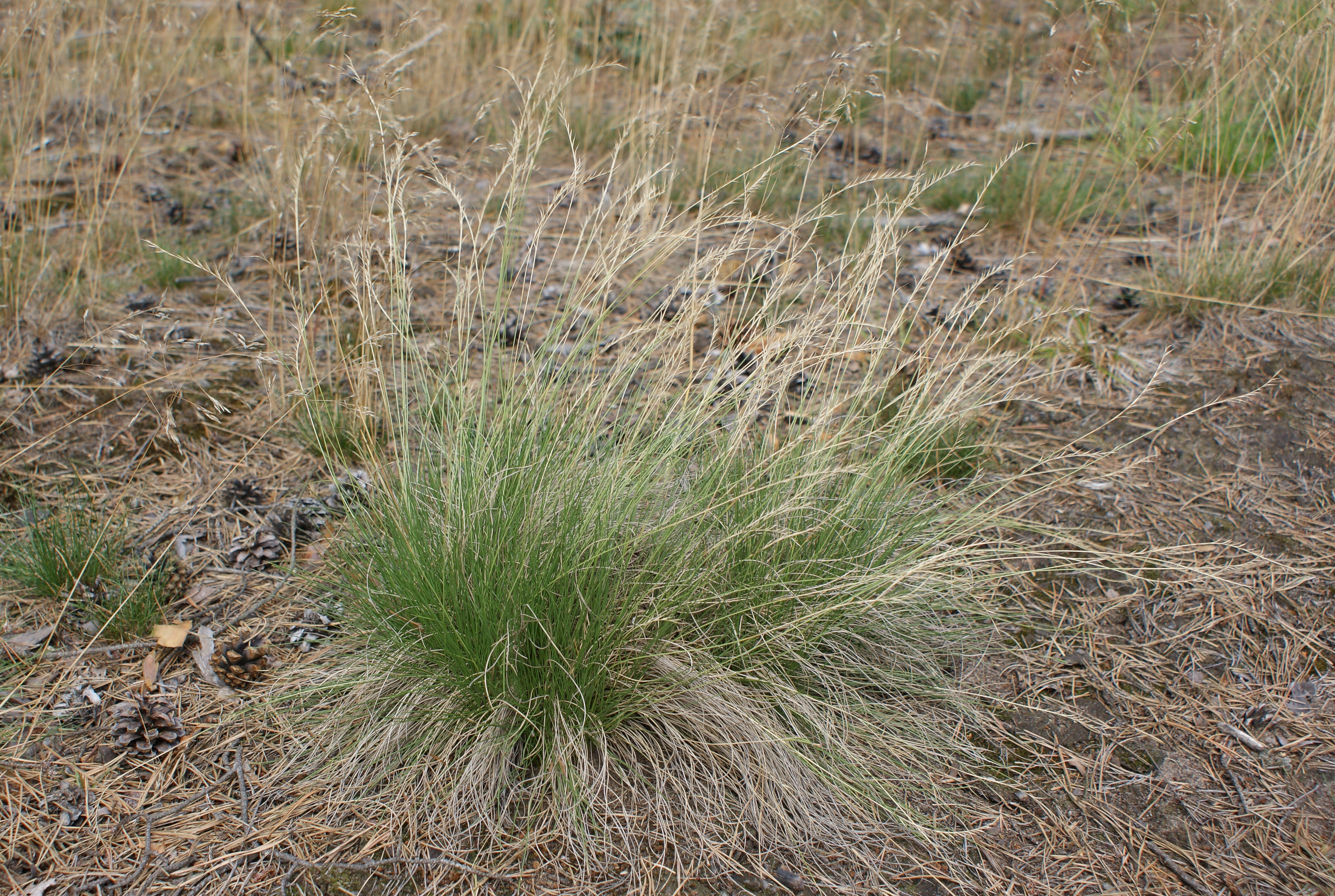
Pokrój po owocowaniu

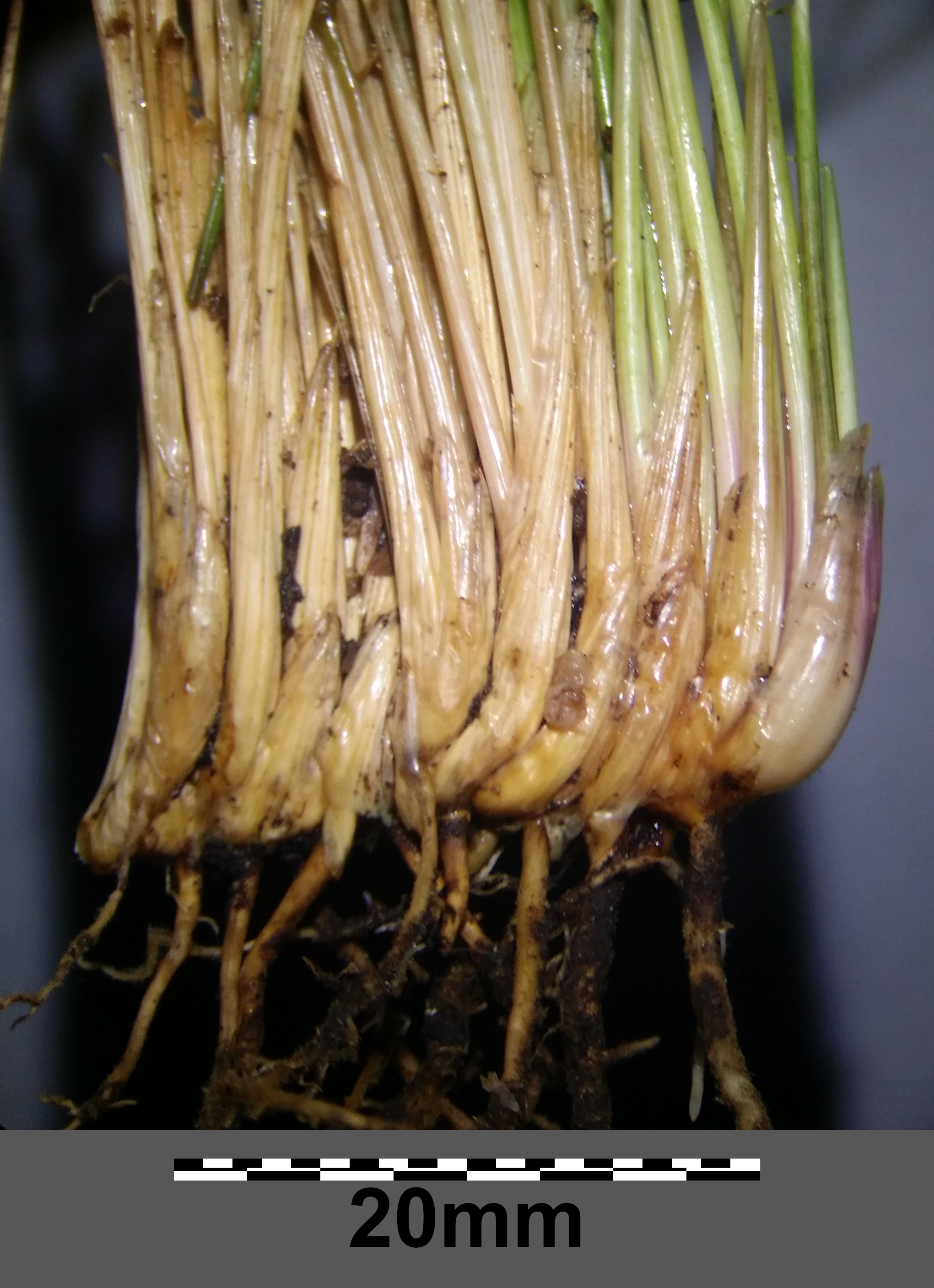
Gęsto zbite nasady pędów

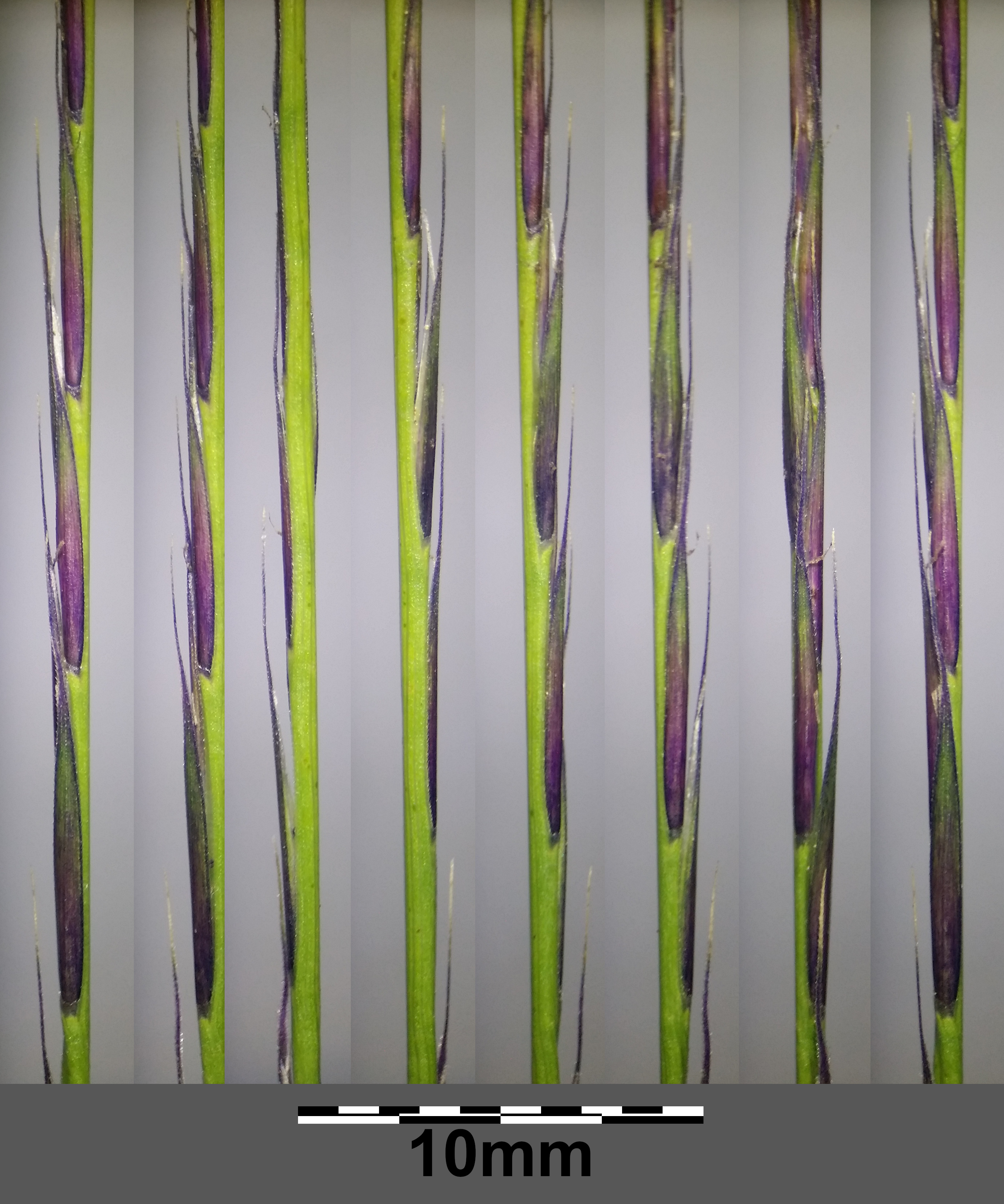
Kłos z kłoskami

PokrójRoślina zielna, tworząca bardzo gęste kępy (roślina darniowa).
ŁodygaJej źdźbła, wysokie na 10 – 40 cm (zależnie od warunków środowiska) są sztywne i pokryte łuskowatymi okrywami. Źdźbła są ulistnione tylko dołem, w górnej, bezlistnej części są ostre w dotyku, gdyż są na nich zadziory.
LiścieSinozielone liście, w dolnej części są, podobnie jak łodyga pokryte łuskowatymi okrywami. Mają one sztywną blaszkę liściową, bardzo wydłużoną i ostro zakończoną.
KwiatyZebrane są w wydłużony, jednostronny kłos, wiechę lub grono na szczycie łodygi. Kwiatostan ten ma, podobnie, jak liście, siny kolor i składa się z kilkunastu kłosków. Budowa całego kwiatu jest bardzo uproszczona. Pojedyncze kwiaty składają się tylko ze słupka, pręcików i dwóch plewek. Słupek ma piórkowate, pojedyncze, niepozorne znamię, trzy pręciki mają drobne, zmarniałe pylniki. Kilka takich kwiatów tworzy kłosek, który pod spodem ma dwie plewy.
OwoceDrobne ziarniaki.
KorzeńMa bardzo silne, sznurowate korzenie, którymi mocno zakorzenia się w glebie, tak, że roślina jest trudna do wyrwania.

## Biologia i ekologia

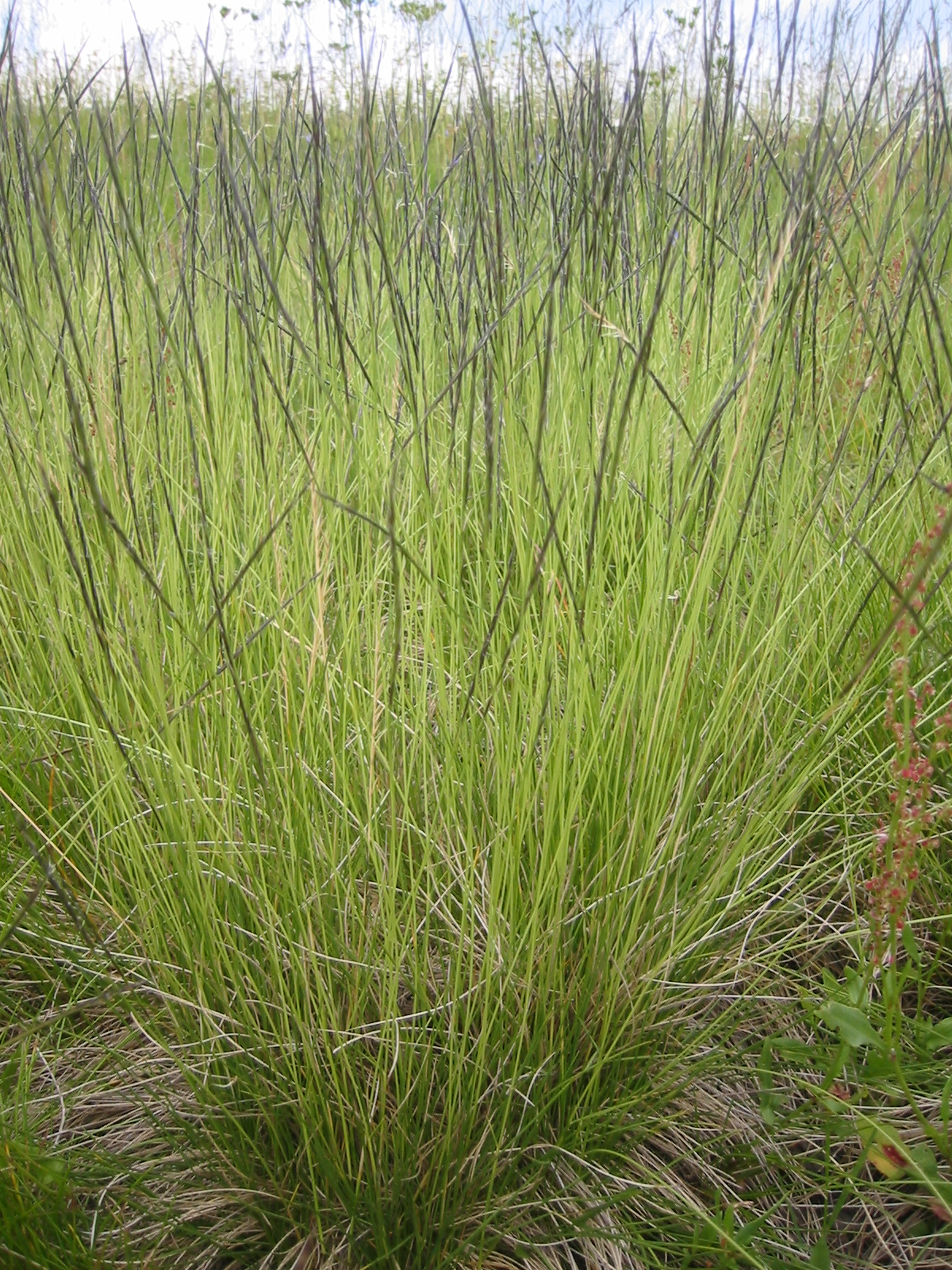
Pokrój

- Bylina, hemikryptofit. Kwitnie w czerwcu i jest wiatropylna. Wytwarza też rozłogi, za pomocą których rozmnaża się wegetatywnie.
- Siedlisko: rośnie głównie w miejscach suchych, na bardzo jałowej glebie, gdzie brak konkurencji ze strony większych traw. Występuje zarówno na podłożu wapiennym jak i granitowym, zarówno w górach, jak i na niżu. Psia trawka rośnie na stromych zboczach, na łąkach i halach górskich, wśród skał, w szczelinach skalnych. W Tatrach często wspólnie z sitem skuciną i boimką dwurzędową tworzy na skałach niskie murawy.
- W klasyfikacji zbiorowisk roślinnych gatunek charakterystyczny dla rzędu (O.) Nardetalia[8].
- Jest wskaźnikiem gleb jałowych, ubogich w azot. Jest jedną z niewielu roślin, które potrafią trwale rosnąć na tak jałowym i suchym podłożu.
- Liczba chromosomów 2n=36, (22-30).
- Mimo że na wielu halach górskich jest bardzo pospolita i zarasta duże powierzchnie, nie przedstawia wartości gospodarczej. Jej liście i łodygi są tak ostre, że nie są zjadane ani przez owce, ani przez bydło. Jest również bardzo trudna do koszenia.